# Kim Källström
Kim Källstrom (1982. augusztus 24. –) svéd válogatott labdarúgó. Posztját tekintve középpályás.

## Pályafutása klubcsapatokban
Källström első profi csapata a svéd BK Häcken volt Göteborgban, de akkor vált igazán ismertté az országban, mikor 2002-ben a Djurgårdens IF csapatához igazolt, ahol 2002-ben és 2003-ban megnyerte a svéd bajnokságot, az Allsvenskan-t. Kétszer az UEFA-kupában is eredményes volt: 2002. augusztus 15-én az ír Shamrock Rovers ellen a selejtezőkörben Dublinban, majd az első körben 2002. október 3-án a FC København ellen.
2004 tavaszán Källström Franciaországba igazolt a Rennes együtteséhez., ahol együtt játszott a korábbi Djurgården játékossal, Andreas Isakssonnal.

### Olympique Lyonnais
Källström 2006. május 26-án igazolt a francia bajnok Olympique Lyonnais csapatához, és hozzásegítette őket a sorozatban 6. bajnoki címükhöz az idény végén.
2012-ben, közvetlenül az Eb után az orosz Szpartak Moszkvába igazolt 3 millió euróért.

### A válogatottban
Källstrom 2001-ben debütált a svéd válogatottban Finnország ellen. Részt vett a 2004-es és 2008-as Európa-bajnokságon, valamint a 2006-os világbajnokságon is. Jelenleg 62 mérkőzésen játszott a válogatottban és 12 gólt szerzett.

## Statisztika

### Góljai a válogatottban
| #   | Dátum                | Helyszín                   | Ellenfél         | Gól | Eredmény | Kiírás               |
| --- | -------------------- | -------------------------- | ---------------- | --- | -------- | -------------------- |
| 1.  | 2003. szeptember 6.  | Ullevi, Svédország         | San Marino       | 4–0 | 5–0      | 2004-es Eb-selejtező |
| 2.  | 2004. április 28.    | Coimbra, Portugália        | Portugália       | 1–0 | 2–2      | Barátságos mérkőzés  |
| 3.  | 2005. június 8.      | Råsunda, Svédország        | Norvégia         | 1–0 | 2–3      | Barátságos mérkőzés  |
| 4.  | 2005. október 12.    | Råsunda, Svédország        | Izland           | 3–1 | 3–1      | 2006-os vb-selejtező |
| 5.  | 2006. szeptember 2.  | Riga, Lettország           | Lettország       | 1–0 | 1–0      | 2008-as Eb-selejtező |
| 6.  | 2006. október 11.    | Reykjavík, Izland          | Izland           | 1–1 | 2–1      | 2008-as Eb-selejtező |
| 7.  | 2007. augusztus 22.  | Ullevi, Svédország         | Egyesült Államok | 1–0 | 1–0      | Barátságos mérkőzés  |
| 8.  | 2007. november 21.   | Råsunda, Svédország        | Lettország       | 2–1 | 2–1      | 2008-as Eb-selejtező |
| 9.  | 2008. augusztus 20.  | Ullevi, Svédország         | Franciaország    | 2–3 | 2–3      | Barátságos mérkőzés  |
| 10. | 2008. szeptember 10. | Råsunda, Svédország        | Magyarország     | 1–0 | 2–1      | 2010-es vb-selejtező |
| 11. | 2008. november 19.   | Amsterdam ArenA, Hollandia | Hollandia        | 1–2 | 1–3      | Barátságos mérkőzés  |
| 12. | 2009. február 11.    | UPC-Arena, Ausztria        | Ausztria         | 2–0 | 2–0      | Barátságos mérkőzés  |